# Ville-au-Montois
Ville-au-Montois – miejscowość i gmina we Francji, w regionie Grand Est, w departamencie Meurthe i Mozela.
Według danych na rok 1990 gminę zamieszkiwały 282 osoby, a gęstość zaludnienia wynosiła 23 osób/km² (wśród 2335 gmin Lotaryngii Ville-au-Montois plasuje się na 767. miejscu pod względem liczby ludności, natomiast pod względem powierzchni na miejscu 464.).